# Правителство на Суверенния Малтийски орден
Правителство на Суверенния Малтийски орден е орган на изпълнителната и законодателната власт в Суверенния Малтийски орден.
Правителството на Малтийския орден е т. нар. Суверенен съвет. Той се състои от великия магистър (оглавяващ съвета), 4 лица, заемащи най-високите постове (велик командир, велик канцлер, велик хоспиталиер и пазител на хазната) и още 6 други членове.
С изключение на великия магистър всички се избират от Общото събрание за 5-годишен срок. Суверенният съвет провежда заседанията си в столицата на Малтийския орден – Малтийския дворец, общо 6 пъти годишно, а при извънредни обстоятелства – и по-често.